# ميدلسكس
ميدلسكس (بالإنجليزية: Middlesex)‏ وتختصر ميد إكس (بالإنجليزية: Middx)‏ هي مقاطعة تاريخية في جنوب شرق إنجلترا. وهي الآن داخل المنطقة الحضرية الموسعة في لندن. كما أن منطقتها الآن تقع في معظمها ضمن مقاطعة لندن الكبرى، مع أقسام صغيرة في مقاطعات مجاورة أخرى. تم تأسيسها في النظام الأنجلو ساكسوني من أراضي ساكسونيا الوسطى، وكانت موجودة كوحدة رسمية حتى عام 1965. تضم المقاطعة التاريخية الأرض الممتدة من شمال نهر التايمز من 3 أميال (5 كم) شرقا إلى 17 ميلا (27 ميلا) كم) غربا من مدينة لندن وتشكل أنهار كولن ولي والتلال الحدود الأخرى للإقليم. تتكون المنطقة في مجملها من السهول، ويغلب عليها الطين في الشمال والطمي على الحصى في الجنوب، وكانت ثاني أصغر مقاطعة حسب المساحة في عام 1831.
كانت مدينة لندن مقاطعة في حد ذاتها منذ القرن الثاني عشر، وسيطرت سياسيا على إقليم ميدلسكس. هيمنت كنيسة وستمنستر على معظم النواحي المالية والقضائية والكنسية في المقاطعة منذ العهود الأولى. ومع نمو لندن إلى داخل ميدلسكس، قاومت مؤسسة لندن محاولات توسيع حدود المدينة إلى المقاطعة، الأمر الذي خلق مشاكل للحكومة المحلية والعدالة. في القرنين الثامن عشر والتاسع عشر كانت الكثافة السكانية مرتفعة بشكل خاص في جنوب شرق المقاطعة، بما في ذلك إيست إند وويست إند في لندن. من عام 1855 تم إدارة الجنوب الشرقي، مع أجزاء من مقاطعات كنت وسري، كجزء من مجال مجلس متروبوليتان للأشغال. عندما تم إدخال نظام مجالس المقاطعات في إنجلترا في عام 1889، تم نقل حوالي 20٪ من منطقة ميدلسكس، إلى جانب ثلث سكانها، إلى مقاطعة لندن الجديدة وأصبح الباقي مقاطعة إدارية يحكمها مجلس مقاطعة ميدلسكس التي اجتمعت بانتظام في ميدلسكس غيلدهال في وستمنستر، في مقاطعة لندن. أصبحت مدينة لندن وميدلسكس مقاطعتين منفصلين لأغراض أخرى، واستعادت ميدلسكس الحق في تعيين مأمورها الخاص، وهو حق فقدته في عام 1199.
في السنوات ما بين الحربين توسعت ضواحي لندن مع تحسين وتوسيع وسائل النقل العام، وإنشاء صناعات جديدة. بعد الحرب العالمية الثانية، كان سكان مقاطعة لندن ودواخل ميدلسكس في انخفاض مستمر، مع ارتفاع معدل النمو السكاني في الأجزاء الخارجية. بعد إنشاء لجنة ملكية للحكم المحلي في لندن الكبرى، تم دمج معظم المنطقة الأصلية تقريبا في لندن الكبرى الموسعة في عام 1965، وتم نقل باقي الإقليم إلى المقاطعات المجاورة. منذ عام 1965 تم استخدام مناطق مختلفة تسمى ميدلسكس للكريكيت وغيرها من الألعاب الرياضية. كانت ميدلسكس مقاطعة بريدية سابقة تشمل 25 بلدة.

## أعلام
- ماري إيفرست بول
- سوزان شو
- نيكولاس باريبون
- باتريك مور
- فرنسيس كوفنتري
- ليونيل روبنز
- وليام نوكس دارسي
- كليو لاين
- أوسبرت سالفين
- جوزيف رافسون